# NGC 5542
NGC 5542 (również PGC 51066) – galaktyka spiralna (S?), znajdująca się w gwiazdozbiorze Wolarza. Odkrył ją 6 marca 1851 roku Bindon Stoney – asystent Williama Parsonsa. Jest to galaktyka z aktywnym jądrem typu LINER.